# UDI Jeunes
 (août 2016).
Si vous disposez d'ouvrages ou d'articles de référence ou si vous connaissez des sites web de qualité traitant du thème abordé ici, merci de compléter l'article en donnant les références utiles à sa vérifiabilité et en les liant à la section « Notes et références ».
L'UDI Jeunes, plus souvent appelé les jeunes de l'UDI, est le mouvement de jeunesse de l'Union des démocrates et indépendants, parti politique de centre droit implanté en France. 
Créé en 2012, le mouvement représente les membres du parti ayant moins de 35 ans et revendique alors 1 500 adhérents[réf. nécessaire]. En 2017, il compterait 3 000 à 5 000 membres. Il organise régulièrement ses propres actions militantes. Mobilisés lors des élections, certains membres ont pu se voir élire conseillers municipaux et conseillers communautaires. Il dispose également de conseillers régionaux et départementaux.

## Affiliation
L'UDI Jeunes était jusqu'en 2016, membre des Jeunes démocrates européens (Jeunes du Parti démocrate européen), en 2018, il devient membre de LYMEC, la jeunesse libérale européenne (ALDE).

## Organisation
Le Bureau national est composé de vingt membres qui ont été élus conformément aux statuts du mouvement le 12 septembre 2015.
L'UDI Jeunes s'organise en cinquante-deux fédérations actives (dont douze dirigées provisoirement) sur l'ensemble de la métropole et de l'outre-mer.

## Historique
En juillet 2014, cent cadres et élus UDI Jeunes soutiennent la candidature de Jean-Christophe Lagarde à la présidence de leur parti.
En septembre 2015, les jeunes de l'UDI demandent au maire de Lyon Gérard Collomb d'accueillir des migrants dans la commune.
En mai 2016, les membres UDI Jeunes de la Seine-Maritime condamnent le mouvement social contre la loi Travail, notamment pour « les violences envers les forces de l'ordre » et des « biens publics », et dénoncent « l'amateurisme » du gouvernement.
Comme les cadres du parti, la plupart des jeunes UDI soutiennent la candidature d'Alain Juppé à la primaire de la droite et du centre de 2016,,. Le 28 novembre 2016, le lendemain de la victoire de François Fillon à la primaire des Républicains, 130 membres de l'UDI Jeunes publient un communiqué de soutien à Emmanuel Macron,,,,, au prix d'une suspension du parti.